# Island Harbour
Island Harbour – miejscowość i dystrykt na Anguilli. W 2001 liczyła około 855 mieszkańców.